# Iosif Orbeli
Iosif Orbeli (armeni: Հովսեփ Աբգարի Օրբելի)  (Kutaissi, 8 de març de 1887 (Julià) - Sant Petersburg, 2 de febrer de 1961) va ser un orientalista i acadèmic soviètic que es va especialitzar en la història medieval de Transcaucàsia i va ser director del museu de l'Hermitage de Leningrad des de 1934 fins a 1951. D'origen armeni, va ser el fundador i primer president de l'Acadèmia Nacional de Ciències Armènia (1943–47).

## Biografia
Nascut a la dinastia Orbelian a Kutaissi, a la Geòrgia russa el 1887, Orbeli va estudiar en un gymnasium clàssic de Tbilisi. El 1904, va ingressar a la Universitat de Sant Petersburg. Va estudiar història i filologia (amb una especial èmfasi en el llatí i el grec) i es va graduar el 1911.
Durant els seus anys d'estudiant, Orbeli va acompanyar el seu professor, Nikolai Marr, a l'Armènia russa, on va participar en les excavacions de les ruïnes de la capital armènia medieval d'Aní. Marr va empènyer el seu alumne a submergir-se completament en els camps de l'arqueologia, la literatura, la litografia i la lingüística; en cas contrari, va declarar Marr, es trobaria sense preparació per a les seves investigacions i estudis.
Després de graduar-se, Orbeli va marxar cap a Armènia i es va convertir en el director del museu que es va establir a Aní i, durant les absències de Marr, va dirigir-ne sovint les excavacions. També va viatjar a Nagorno-Karabakh (més precisament, a la regió històrica de Khatxèn), recollint i categoritzant material litogràfic. Orbeli també va viatjar a Armènia occidental, on va poder estudiar els monuments armenis, seljúcides i urartians, i va realitzar investigacions sobre els dialectes armenis i kurds.
A poc a poc, Orbeli anava emergint com la principal autoritat sobre les antiguitats armènies al món. El 1912 es va convertir en membre de la Societat Imperial Russa d'Arqueologia i el 1914 va començar a ensenyar estudis d'armeni i kurd a la Universitat de Sant Petersburg. El 1916, va participar en una expedició arqueològica russa al voltant de la regió del llac Van i va descobrir-hi una inscripció atribuïda al rei urartià Sarduri II.
En els anys previs a la Revolució Russa, Orbeli va publicar una sèrie de llibres, incloent-hi un catàleg d'objectes trobats a Aní i una sèrie d'estudis que tracten sobre la filologia clàssica, la història armènia, l'arqueologia i l'art. Això va portar al seu nomenament al museu de l'Hermitage el juliol de 1934.
El desembre de 1941, el mes més mortífer del setge de Leningrad, Orbeli va dirigir un festival dedicat a Ali-Shir Nava'i, poeta i filòsof timúrida medieval. El mes abans havia organitzat una lectura de poemes amb motiu del vuit-cents aniversari del naixement de Nizami Gandjawi, el poeta nacional de la República de l'Azerbaidjan. Orbeli també va ser el responsable de l'evacuació per tren de mig milió d'obres del museu per així salvar-les dels bombardeig nazis durant el bloqueig.
Orbeli va millorar considerablement els fons d'art oriental del museu, convertint-lo en un dels millors museus del món. No menys important va ser el paper d'Orbeli com a cap de l'escola nacional d'estudis del Caucas. Orbeli va subratllar la importància dels estudis lingüístics per a la comprensió adequada dels processos històrics.
El 1934, com a membre de la delegació soviètica, va anar a l'Iran per a les celebracions mil·lenàries de Firdawsí i va visitar les ciutats de Teheran i Mashad. Un any més tard va organitzar el 3r Congrés Internacional d'Art i Arqueologia Iranians al Museu de l'Hermitage i l'exposició que l'acompanyava.
Del 1955 a 1960, va estar al capdavant de la Facultat d'Estudis Orientals de la rebatejada Universitat de Leningrad. Va ser enterrat al cementiri de Bogoslovskoe a Leningrad. Va aparèixer a la pel·lícula L'arca russa com a director de l'Hermitage.